# غارسيا بيمينتا
فرنسيسكو خافيير غارسيا بيمينتا (بالإسبانية: Francisco Javier García Pimienta) (3 أغسطس 1974 في إسبانيا - ) هو مدرب كرة قدم ولاعب كرة قدم إسباني في مركز جناح ‏. لعب مع نادي برشلونة ونادي سان أندرو.

## وصلات خارجية
- فرنسيسكو غارسيا (لاعب كرة قدم إسباني) على موقع قاعدة بيانات كرة القدم.إي يو (الإنجليزية)
- فرنسيسكو غارسيا (لاعب كرة قدم إسباني) على موقع عالم كرة القدم.نت (الإنجليزية)